# Casimir I van Warschau
Casimir I van Warschau (circa 1329/1331 - overleden tussen 26 november en 5 december 1355) was van 1341 tot 1349 hertog van Czersk, vanaf 1345 hertog van Rawa, vanaf 1349 hertog van Warschau en vanaf 1351 hertog van Sochaczew. Hij behoorde tot het huis Piasten.

## Levensloop
Casimir I was de derde zoon van hertog Trojden I van Czersk en Maria van Galicië, dochter van koning Joeri I van Galicië. In 1341 overleed zijn vader, waarna hij met zijn oudste overlevende broer Ziemovit III het Mazovische hertogdom Czersk erfde. Toen in 1345 zijn oom Ziemovit II kinderloos overleed, erfde hij samen met zijn broer Ziemovit III ook het hertogdom Rawa.
In 1349 verdeelden Casimir I en Ziemovit III de erfenis van hun vader, waarbij Casimir I het district Warschau kreeg toegewezen. Het was de eerste keer dat de huidige hoofdstad van Polen de hoofdstad van een district werd. Toen in 1351 zijn neef Bolesław III kinderloos stierf, erfde hij ook het hertogdom Sochaczew.
Op 18 september 1351 legden Casimir en zijn broer Ziemovit III een eed van trouw af aan koning Casimir III van Polen. In ruil hiervoor kregen ze van Casimir III de belofte dat als hij zonder mannelijke nakomelingen zou sterven zijn volledige erfenis naar de broers zou gaan. Ook kregen Casimir en Ziemovit III het district Płock (dat koning Casimir III van hun neef Bolesław III geërfd had) toegewezen op voorwaarde dat ze een geldsom van 2000 zilverstukken betaalden.
Eind 1355 overleed Casimir I, waarna hij werd bijgezet in de kathedraal van Płock. Omdat hij ongehuwd en kinderloos gebleven was, gingen zijn gebieden naar Casimir III van Polen. Casimir III kwam echter met Casimirs broer Ziemovit III overeen dat de gebieden van Casimir I naar Ziemovit III gingen in ruil voor een monetaire compensatie.